# 嘴叶钩藤
嘴叶钩藤（学名：Uncaria rhynchophylla）为茜草科钩藤属下的一个种。
该植物中含有(+)-儿茶素 和(-)-表儿茶素以及生物碱钩藤碱。

## 外部連結
- 鉤藤 Gouteng（页面存档备份，存于） 中藥材圖像數據庫 (香港浸會大學中醫藥學院)

## 扩展阅读
- 維基物種上的相關：嘴叶钩藤

1. ↑  Hou WC, Lin RD, Chen CT, Lee MH. . Journal of Ethnopharmacology. 2005, 100 (1–2): 216–220. PMID 15890481. doi:10.1016/j.jep.2005.03.017.
2. ↑  Shi JS, Yu JX, Chen XP, Xu RX.  (PDF). Acta Pharmacologica Sinica. 2003, 24 (2): 97–101  [2024-03-07]. PMID 12546715. （原始内容存档 (PDF)于2016-03-04）.